# Juan Miranda

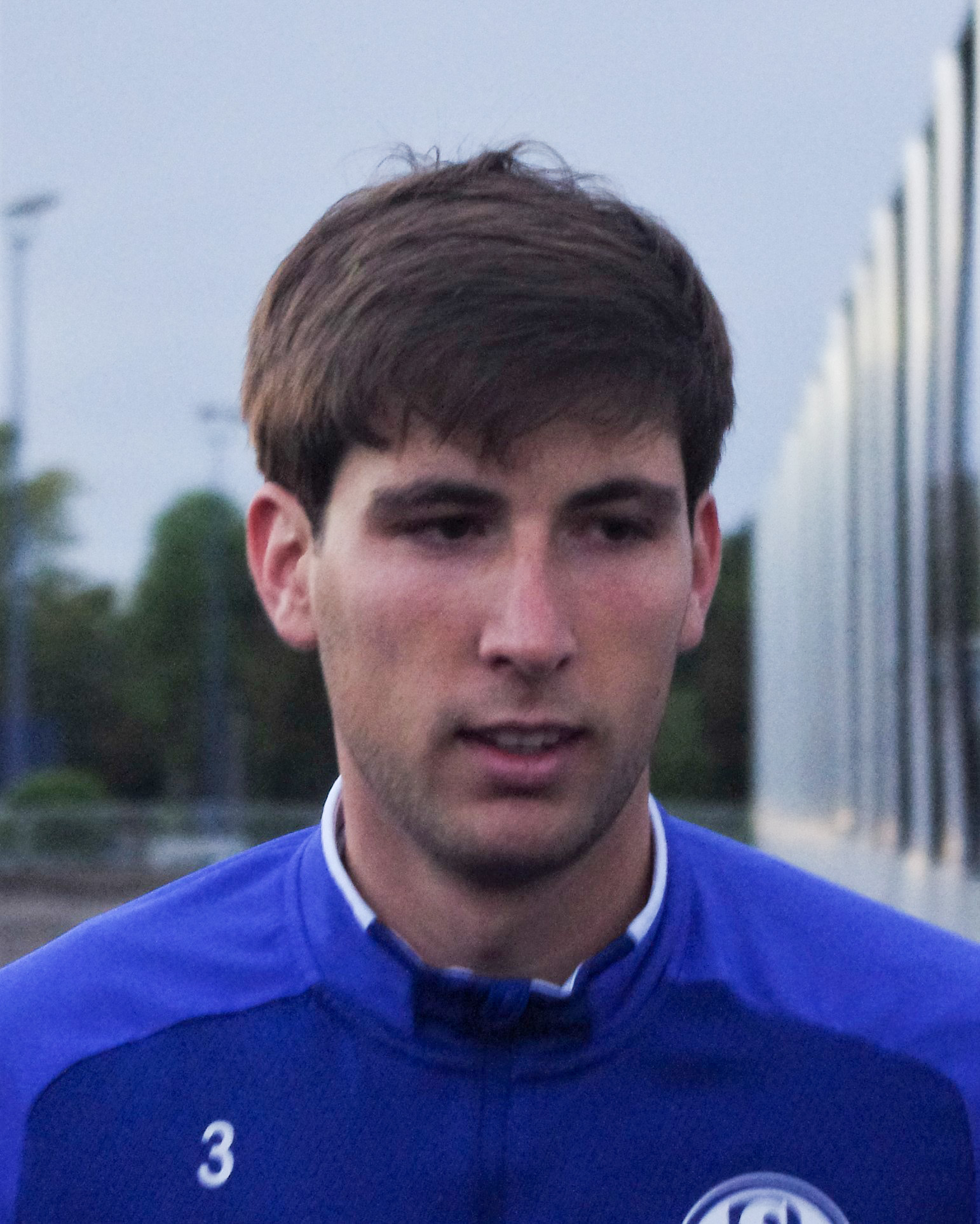
Juan Miranda

Juan Miranda González, född 19 januari 2000, är en spansk fotbollsspelare.
Han blev olympisk silvermedaljör i fotboll vid sommarspelen 2020 i Tokyo.